# Kul Tigin
Kul Tigin (turco antico: 𐰚𐰇𐰠𐱅𐰃𐰏𐰤, Kültigin; cinese: 闕特勒/阙特勤; pinyin: quètèqín; Wade-Giles: chüeh-t'e-ch'in; 684 – Ötüken, 27 febbraio 731) è stato un generale del Secondo Khaganato turco.

## Primi anni
Era il secondo figlio di Ilterish Qaghan, il fondatore della dinastia, e il fratello minore di Bilge Khagan, il quarto khagan. Aveva sette anni quando suo padre morì.
Durante il regno di Qapagan Khaghan, Kul Tigin e suo fratello maggiore acquistarono fama per la loro prodezza militare. Sconfissero i Kirghisi dello Enisej, i Turgesh e i Qarluq, estendendo il territorio del Khaganato fino alla Porta di Ferro (Asia centrale) a sud di Samarcanda. Sottomisero anche tutte le nove tribù del Toquz Oghuz.
Nel 705, le forze tuje comandate da Mojilian entrarono a Lingwu, sconfiggendo Shazha Chongyi (沙吒忠义). Kul Tigin stava comandando un'unità in una battaglia, nella quale perse tre cavalli.
Nel 712, partecipò alla battaglia di Bolchu, che fu disastrosa per i Turgesh.
Nel 713 partecipò alla sottomissione delle tribù qarluk con suo fratello e suo zio.

## Come comandante supremo
Alla morte di Qapagan Khaghan, suo figlio Inel Qaghan tentò illegalmente di ascendere al trono, sfidando la tradizionale legge di successione laterale, ma Kul Tigin rifiutò di riconoscere il subentro. Radunò un esercito, attaccò e uccise Inel, Ashina Duoxifu e i suoi fidati seguaci. Pose sul trono suo fratello maggiore Bilge Khagan e prese per sé stesso il titolo di shad, un equivalente di comandante in capo dell'esercito.

## Morte
Kul Tigin morì improvvisamente il 27 febbraio 731. Una stele in sua memoria, che includeva iscrizioni sia in turco antico che in cinese, fu eretta nel suo complesso commemorativo presso l'attuale sito di Khöshöö-Tsaidam. Kul Tegin è menzionato anche nell'iscrizione eretta in memoria di suo fratello maggiore Bilge Khagan nel sito vicino di Khöshöö-Tsaidam-1.
La sua cerimonia di sepoltura ebbe luogo il 1º novembre 731. Da suo fratello ricevette il nome postumo di Inanj Apa Yargan Tarkhan.
Il copricapo sulla parte della glabella della scultura di Kul Tigin nell'enclave di Husho-Tsaidam (Orkhon, Mongolia settentrionale) porta un uccello con le ali spiegate come un'aquila, che personifica un corvo.

## Cultura di massa
Fu ritratto da Ham Suk Hun (함석훈) nella serie televisiva coreana Dae Jo Yeong.